# العلاقات البوروندية الكمبودية
العلاقات البوروندية الكمبودية هي العلاقات الثنائية التي تجمع بين بوروندي وكمبوديا.

## مقارنة بين البلدين
هذه مقارنة عامة ومرجعية للدولتين:
| وجه المقارنة                                              | بوروندي                                    | كمبوديا                   |
| --------------------------------------------------------- | ------------------------------------------ | ------------------------- |
| المساحة (كم2)                                             | 27.83 ألف                                  | 181.03 ألف                |
| عدد السكان (نسمة)                                         | 10.86 مليون                                | 16.01 مليون               |
| الكثافة السكانية (ن./كم²)                                 | 390.23                                     | 88.44                     |
| العاصمة                                                   | بوجومبورا، جيتيغا                          | بنوم بنه                  |
| اللغة الرسمية                                             | اللغة الكيروندية، لغة فرنسية، لغة إنجليزية | اللغة الخميرية            |
| العملة                                                    | فرنك بوروندي                               | ريال كمبودي، دولار أمريكي |
| الناتج المحلي الإجمالي (بليون دولار)                      | 3.48 مليار                                 | 22.16 مليار               |
| الناتج المحلي الإجمالي (تعادل القوة الشرائية) بليون دولار | 8.13 مليار                                 | 54.37 مليار               |
| الناتج المحلي الإجمالي الاسمي للفرد دولار أمريكي          | 277                                        | 1.16 ألف                  |
| الناتج المحلي الإجمالي للفرد دولار أمريكي                 | 77                                         | 3.26 ألف                  |
| مؤشر التنمية البشرية                                      | 0.400                                      | 0.555                     |
| رمز المكالمات الدولي                                      | +257                                       | +855                      |
| رمز الإنترنت                                              | .bi                                        | .kh                       |
| المنطقة الزمنية                                           | ت ع م+02:00                                | ت ع م+07:00               |

## منظمات دولية مشتركة
يشترك البلدان في عضوية مجموعة من المنظمات الدولية، منها:
| علم المنظمة | اسم المنظمة                                                | تاريخ انضمام بوروندي | تاريخ انضمام كمبوديا |
| ----------- | ---------------------------------------------------------- | -------------------- | -------------------- |
|             | مؤسسة التنمية الدولية                                      | 28 سبتمبر 1963       | 22 يوليو 1970        |
|             | يونسكو                                                     | 16 نوفمبر 1962       | 3 يوليو 1951         |
|             | وكالة ضمان الاستثمار متعدد الأطراف                         | 10 مارس 1998         | 1 ديسمبر 1999        |
|             | الأمم المتحدة                                              | 18 سبتمبر 1962       | 14 ديسمبر 1955       |
|             | العملية المشتركة للاتحاد الأفريقي والأمم المتحدة في دارفور | ?                    | ?                    |
|             | الاتحاد البريدي العالمي                                    | ?                    | ?                    |
|             | البنك الدولي للإنشاء والتعمير                              | 28 سبتمبر 1963       | 22 يوليو 1970        |
|             | الاتحاد الدولي للاتصالات                                   | 16 فبراير 1963       | 10 أبريل 1952        |
|             | منظمة حظر الأسلحة الكيميائية                               | ?                    | ?                    |
|             | مؤسسة التمويل الدولية                                      | 28 نوفمبر 1979       | 26 مارس 1997         |
|             | المركز الدولي لتسوية المنازعات الاستشارية                  | 5 ديسمبر 1969        | 19 يناير 2005        |
|             | منظمة التجارة العالمية                                     | 23 يوليو 1995        | ?                    |
|             | منظمة الشرطة الجنائية الدولية                              | ?                    | ?                    |

## وصلات خارجية
- موقع وزارة الخارجية الكمبودية